# Coworking

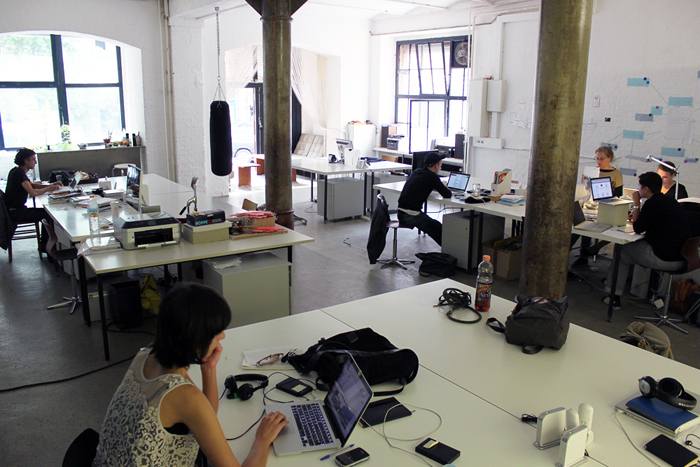
Spazio di lavoro condiviso a Berlino

Il coworking (in italiano colavoro o lavoro in condivisione ) è uno stile lavorativo che implica la condivisione con altre persone di un ambiente di lavoro, spesso un ufficio, mantenendo un'attività indipendente. A differenza del tipico ambiente d'ufficio, coloro che sono  in coworking solitamente non sono impiegati nella stessa organizzazione. Attrae tipicamente professionisti che lavorano a casa, liberi professionisti o persone che viaggiano frequentemente e finiscono per lavorare in relativo isolamento. L'attività del coworking è il raduno sociale di un gruppo di persone che stanno ancora lavorando in modo indipendente, ma che condividono dei valori e sono interessati alla sinergia che può avvenire lavorando a contatto con persone di talento.

## Storia

Spazio di coworking a Giacarta

Il primo spazio di coworking propriamente detto nacque a San Francisco nel 2005 ad opera di Brad Neuberg.
Alcuni spazi di coworking furono sviluppati da imprenditori di Internet nomadi alla ricerca di luogo di lavoro alternativo al  bar e ai caffè, o all'isolamento in un ufficio proprio o a casa. Un sondaggio del 2007 mostrava che molti dipendenti si preoccupano della sensazione di essere isolati e di perdere l'interazione umana se dovessero lavorare da remoto. Circa un terzo di lavoratori pubblici e privati del settore riferiva inoltre di non volere rimanere a casa durante il lavoro. Il coworking offre una soluzione al problema dell'isolamento, che tanti freelance sperimentavano lavorando in casa, mentre allo stesso tempo permette loro di sfuggire alle distrazioni dell'ambiente domestico.
Il più delle volte il coworking è indirizzato verso i freelance, che spesso affiancano tale attività con un altro lavoro; per venire incontro a tali utilizzatori, gli orari di accesso ai luoghi di coworking sono di solito molto liberi, il più delle volte con formule 24 ore su 24 e 7 giorni su 7, con controlli d'ingresso elettronici e servizi di ronda di guardie giurate, con il risparmio sulle spese di portierato.
Il coworking è spesso confuso con altre modalità di lavoro, come gli acceleratori di affari, gli incubatori di impresa, business center e le suite per dirigenti, degli spazi che non sembrano adattarsi al modello di coworking perché spesso manca loro l'aspetto del processo sociale, collaborativo e informale con pratiche di gestione più vicine a quella di una cooperativa, tra cui la focalizzazione sulla comunità piuttosto che sul profitto. Molti di coloro che partecipano al coworking sono anche partecipanti dei BarCamp e di altre attività connesse alle tecnologie open source.
Il coworking non riguarda solo lo spazio fisico, ma inizialmente e soprattutto l'istituzione di una comunità. I vantaggi del coworking possono ormai essere vissuti al di fuori degli spazi adibiti e viene raccomandato in genere di iniziare con la costruzione di una comunità prima di considerare l'apertura di uno spazio di coworking. Tuttavia, alcuni spazi di coworking non costruiscono una comunità, ma costituiscono piuttosto una parte di una comunità già esistente, combinando la loro apertura con un evento che attiri il loro gruppo di riferimento.
Numerose comunità di coworking si formano attraverso l'organizzazione di eventi di coworking casuale (ad esempio dei Jelly) che può avvenire nel soggiorno delle persone o in luoghi pubblici come bar adatti, gallerie o spazi multifunzionali. Durante questi avvenimenti, i collaboratori possono sperimentare i vantaggi del coworking e conoscersi l'un l'altro, il che abbassa le barriere per entrare in uno spazio di coworking in seguito.
Spesso i principali promotori del lavoro in condivisione sono le startup, poiché con i suoi bassi costi è accessibile e alla portata di tutte le tasche.
I coworking fanno parte di un fenomeno più ampio riguardante gli spazi di lavoro condivisi entro una comunità che includono: i fab lab, fortemente basati sulla fabbricazione digitale e sull'educazione, solitamente gestiti da comunità spontanee (ma non sempre, vedi ad esempio il Fab Lab di Monaco di Baviera, finanziato da BMW), i Makerspace , spazi spesso privati pensati per offrire condivisione di apparecchiature e strumenti a professionisti, gli Hackerspace, spazi solitamente autoorganizzati che promuovono la filosofia hacker (vedi i CCC, ad esempio), le Multifactory, spazi autogestiti pensati per esaltare l'eterogeneità e lo scambio di saperi come fattori di competitività per le aziende che ne fanno parte.

## Ilcoworkingin Italia
Il fenomeno del coworking è arrivato in Italia tra il 2008 e il 2010 e si è sviluppato seguendo tre strade. Il "coworking ibrido": uno spazio nato come ufficio tradizionale e riadattato per assolvere le funzioni di uno spazio condiviso; il "coworking importato": un network estero già avviato e funzionante che ha aperto filiali anche in Italia; il "coworking nativo": un’attività pensata fin dal principio come coworking e sviluppata in Italia.
Nel 2016 il fenomeno del coworking ha raggiunto, solo in Italia, 300 spazi attivi; quello stesso anno una pubblicazione dell’IRES Piemonte ha indicato gli spazi di coworking come una delle strade percorribili per porre rimedio all’abbandono dei vuoti post-industriali. Nei primi mesi 2018 gli spazi di coworking censiti dalla prima Italian Coworking Survey risultano oltre 550. A fine gennaio 2021, il numero di strutture censite da Italian Coworking è salito a 779, nonostante il periodo di emergenza sanitaria.